# Wiggonholt
Wiggonholt – wieś w Anglii, w hrabstwie West Sussex, w dystrykcie Horsham. Leży 24 km na północny wschód od miasta Chichester i 68 km na południe od Londynu.